# Tilmann Betsch
Tilmann Betsch (* 8. Dezember 1963 in Berlin) ist ein deutscher Sozialpsychologe und Hochschullehrer.

## Leben
Nach dem Abitur in Waiblingen, studierte Betsch ab 1983 zunächst Politikwissenschaften, Germanistik und Soziologie an der Universität Stuttgart. Er unterbrach sein Studium für den Zivildienst, studierte ab 1986 dann an der Universität Mannheim Soziologie und Psychologie. Nach seinem Diplom in Soziologie 1991, folgte 1995 die Promotion zum Dr. phil. an der Universität Heidelberg, mit der Arbeit Das Routinen-Modell der Handlungsselektion. Bis zu seiner Habilitation 2001 in Heidelberg, war er unter anderem als Wissenschaftlicher Assistent bei Klaus Fiedler und Martin Weber angestellt.
Von 2001 bis 2002 übernahm Betsch die Lehrstuhlvertretung für Sozialpsychologie an der Universität des Saarlandes in Saarbrücken, 2003 folgte er dem Ruf auf den Lehrstuhl für Sozial-, Organisations- und Wirtschaftspsychologie an der Universität Erfurt, den er von 2002 bis 2003 bereits vertreten hatte.

## Forschungsschwerpunkte
Betsch beschäftigt sich hauptsächlich mit der Psychologie des Urteilens und Entscheidens. Er weitete sein Forschungsgebiet besonders auf die Entwicklung von Entscheidungs- und Urteilskompetenz aus.

## Publikationen (Auswahl)
- Science Matters! Wissenschaftlich statt querdenken. Springer, Heidelberg 2022.
- mit Joachim Funke und Henning Plessner: Denken: Urteilen, Entscheiden und Problemlösen. Springer Medizin, Heidelberg 2011, ISBN 978-3-642-12473-0.
- mit Henning Plessner und Cornelia Betsch: Intuition in judgment and decision making. Lawrence Erlbaum, Mahwah, N.J. 2008, ISBN 978-0805857412.
- mit Arno Scherzberg, Helge Peukert, Alexander Thumfart, Peter Walgenbach, Gerhard Wegner: Klugheit. Begriff – Konzepte – Anwendungen (= Neue Staatswissenschaften. Band 8). Mohr-Siebeck, Tübingen 2008, ISBN 978-3161496905.
- mit Arno Scherzberg, Hermann-Josef Blanke, Arno Waschkuhn, Peter Walgenbach und Gerhard Wegner: Kluges Entscheiden: Disziplinäre Grundlagen und interdisziplinäre Verknüpfungen (= Neue Staatswissenschaften. Band 4). Mohr Siebeck, Tübingen 2006, ISBN 978-3161489884.
- mit Jeannette Schmid: Aggression. Themenheft der Zeitschrift für Sozialpsychologie, Band 30, 1999, ISSN 0044-3514.
- Das Routinen-Modell der Handlungsselektion. Shaker, Aachen 1995, ISBN 3-8265-0967-6.